# コンサート (秀吉のアルバム)
『コンサート』は、秀吉の2枚目のオリジナルミニアルバム。2009年7月15日にLastrum Music Entertainment Inc.からリリースされた。

## 概要
秀吉にとっての2枚目となるオリジナルミニアルバム。全6曲。
前作のデビュー盤「へそのお」から8ヶ月という短い期間で制作された。
柿澤自身、初めての短い期間での曲作りに戸惑ったようであり「前作はファーストだったから、今までの活動の全部が入ってるんですけど、今回は8ヶ月だったので、その間にいくつも事件が起こるわけではないじゃないですか。だから8ヶ月で前作を超えるのは無理じゃねーかと思ってたんです。だけど前作とは違う視点で考えたらもっと広がるかなと思って。だったら、平凡な、普通のことを、自分なりに対処していったら、違う感じのアルバムができるかなと。そういうところから作ったんですよね。」と語っている。
アルバムアートワークは柿澤によるものである。

## エピソード
- 柿澤が以前浅野いにお、宮﨑あおいのファンであることを様々な場所で発言していた。それを耳にしたスタッフが映画の制作会社へ今作を持って行った所、急遽選考にかけてもらえる事になりそのまま最終審査も通過して挿入歌に決定したというエピソードがある[2]。

## 収録曲
（全作詞・作曲：柿澤秀吉、編曲：秀吉）
1. 夜風 [4:16]
本作のリードトラック。
2010年公開の宮﨑あおい主演映画『ソラニン』の挿入歌。
MVが存在する。
2. コンサート [3:47]
3. 虫の音 [4:50]
4. くもり [5:26]
viridianの佐野仁美がコーラスで参加している。
5. あさなぎ [4:03]
6. 道草の唄 [5:39]